# Fariba Hashimi
Fariba Hashimi (født 22. april 2003 i Meymaneh) er en cykelrytter fra Afghanistan, der er på kontrakt hos Ceratizit Pro Cycling Team.

## Karriere
Få dage før at Taliban i august 2021 overtog magten i Afghanistan, og ville fjerne kvinders rettigheder, flygtede Fariba Hashimi og hendes storesøster Yulduz til Italien. Der kunne de fortsætte deres cykelkarriere.
I august 2022 fik søstrene kontrakt med det italienske kontinentalhold Valcar-Travel & Service. Den 9. oktober deltog hun ved VM i gravel 2022. Ved de afghanske mesterskaber i linjeløb vandt Fariba Hashimi guld, mens søsteren tog sig af andenpladsen. Mesterskaberne blev afholdt den 23. oktober i den schweiziske by Aigle, da kvinder ikke måtte dyrke sport i hjemlandet. Få dage efter hun blev national mester, blev det offentligtgjort at hun fra 2023 havde fået kontrakt med World Tour-holdet Israel-Premier Tech Roland, mens storesøsteren skulle repræsenterer mandskabets udviklingshold.